# 沈健 (1954年)
沈健（1954年8月—2019年6月2日），男，江苏南京人，中华人民共和国政治人物，中国共产党党员，第十二届全国政协委员。沈健16岁参加工作，1974年12月加入中国共产党。担任中共南京市秦淮区委副书记期间在中央党校函授学院经济管理专业攻读本科，1992年从中央党校本科毕业。他长期在南京市政府部门工作，曾任南京市常务副市长、南京市政协主席。退休一年多后，沈健服毒自尽。

## 生平
1970年12月，16岁的沈健参加了工作。他开始在南京燎原中学校办工厂当工人，后来在百花摄影图片社担任职工、副主任。1974年12月加入中国共产党。
1975年9月，沈健进入南京市秦淮区政府工作，历任商业科干事、财办干事、中共南京市秦淮区委办秘书、中共南京市秦淮区委办副主任、南京市秦淮区计经委主任。1985年3月，沈健升任中共南京市秦淮区委副书记。1992年11月，他改任中共南京市玄武区委常委、副区长。1994年3月，沈健调动到南京市物价局工作，出任南京市物价局副局长、党组成员。同年11月，他被提拔为南京市物价局局长、党组书记。1997年3月，沈健成为南京市政府副秘书长、南京市政府办公厅主任，2001年12月升为南京市政府秘书长。2004年2月，他进入了中共南京市委常委会。此后，他在2008年1月至2013年1月间担任了南京市常务副市长。有媒体后来提到，沈健担任南京市副市长时曾与后来涉嫌腐败被抓的副市长季建业共事，沈健分管发展改革、重大项目、金融、国有资产等，季建业分管财政、国有资产等，二人有一些交集。
2013年1月，沈健转往政协任职，被选为政协南京市第十三届委员会主席。同年，沈健以特别邀请人士身份出任第十二届全国政协委员。2017年2月，沈健在江苏省政协第十一届委员会第五次会议上被选为江苏省十一届政协常委。在完成一届南京市政协主席任期后，沈健退休。据媒体整理，他最后一次在官方报道中露面是出席2019年1月8日在钟山宾馆召开的政协南京市第十四届委员会第二次会议。
2019年6月14日，上游新闻透露，沈健在6月2日独自一人驱车前往南京太阳宫附近，并在车内服毒自杀，其遗体在6月8日被人发现，6月13日被火化。官方并未透露自杀原因。有记者实地调查发现，沈健服毒地点是一个偏僻、昏暗的地下停车场。